# Sambucus
Sambucus L. è un genere di piante appartenente alla famiglia delle Viburnacee.

## Descrizione
Comprende specie arbustive di medio-grandi dimensioni, talvolta in forma di piccolo albero con altezza di 5-10 metri. Presenta rami con midollo molto grosso, bianco, leggerissimo e compatto. La corteccia dei rami stessi presenta rade e grosse lenticelle.
Le foglie sono opposte, imparipennate, di solito con 5 foglioline ovato-lanceolate ed appuntite, seghettate ai margini.
I fiori sbocciano in primavera-estate, sono piccoli, odorosi, biancastri, a 5 lobi petaliformi, riuniti numerosissimi in infiorescenze ombrelliformi molto ampie.
I frutti sono piccole bacche globose nero-violacee (S. nigra) o rosse (S. racemosa) che contengono un succo di colore viola-porporino scuro che viene impiegato per colorare vini e come esca per la pesca dei cavedani. La maturazione delle bacche va da inizio agosto a metà settembre.

## Tassonomia
Comprende le seguenti specie:
- Sambucus adnata Wall. ex DC.
- Sambucus africana Standl.
- Sambucus australasica (Lindl.) Fritsch
- Sambucus australis Cham. & Schltdl.
- Sambucus canadensis L.
- Sambucus cerulea Raf.
- Sambucus ebulus L. - ebbio
- Sambucus gaudichaudiana DC.
- Sambucus javanica Reinw. ex Blume
- Sambucus kamtschatica E.L.Wolf
- Sambucus lanceolata R.Br.
- Sambucus mexicana C.Presl ex DC.
- Sambucus nigra L. - sambuco comune
- Sambucus palmensis Link
- Sambucus pendula Nakai
- Sambucus peruviana Kunth
- Sambucus racemosa L. - sambuco rosso
- Sambucus sibirica Nakai
- Sambucus sieboldiana (Miq.) Blume ex Graebn.
- Sambucus × strumpfii Gutte
- Sambucus tigranii Troitsky
- Sambucus williamsii Hance

## Usi

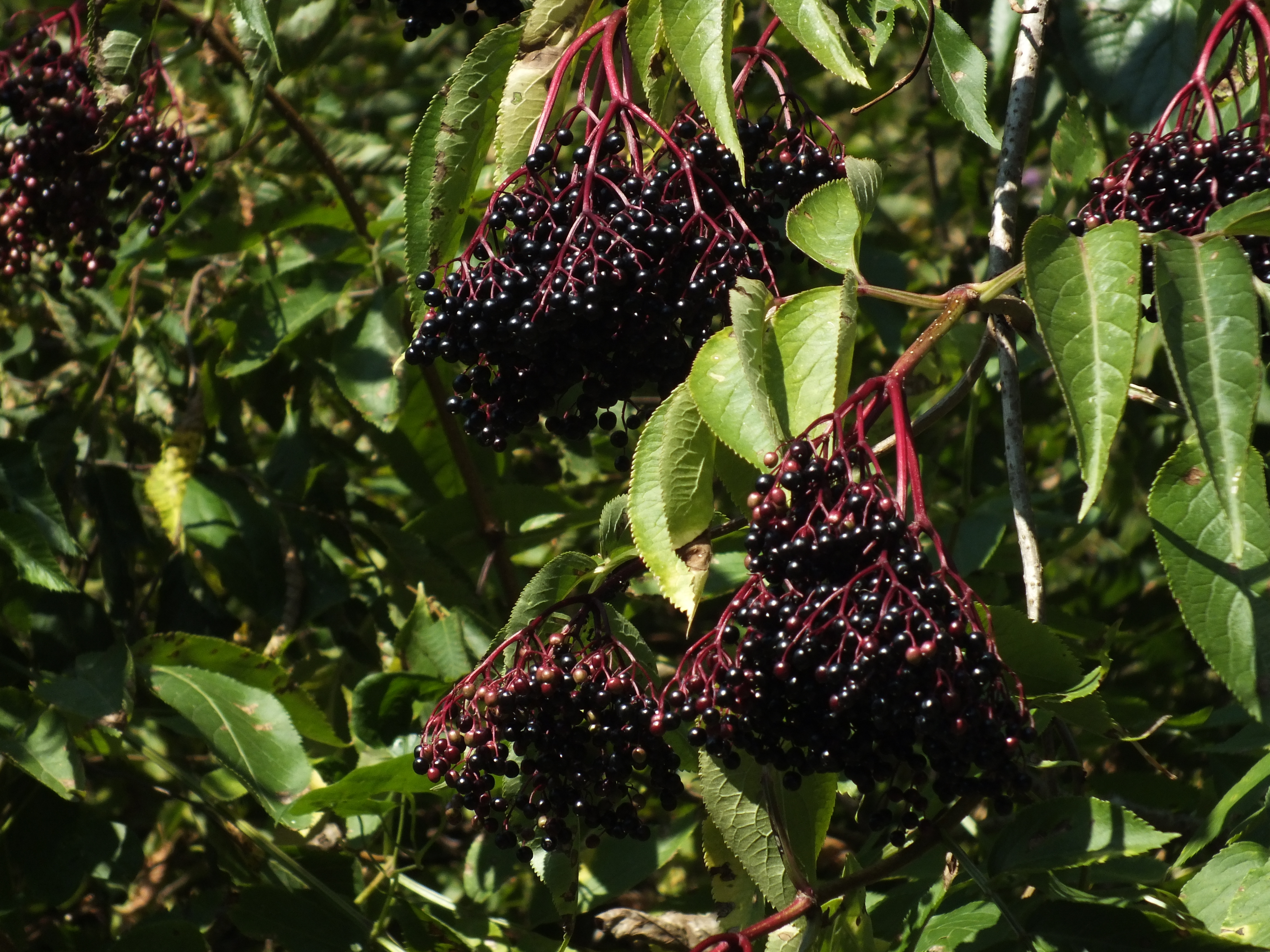
Grappolo di frutti di sambuco

- I fiori del sambuco trovano impiego in erboristeria per la loro azione diaforetica.
- Con i fiori è possibile fare uno sciroppo, da diluire poi con acqua, ottenendo una bevanda dissetante che è molto usata in tutto il Tirolo storico (attuale Tirolo austriaco e Trentino-Alto Adige), in Carnia e nei paesi nordici e dell'Europa orientale. Dai fiori si ricava un estratto che viene utilizzato per la produzione della sambuca, liquore a cui ha dato il nome ma che, nelle ricette attuali, è prevalentemente basata sull'anice. Inoltre sfruttando la fermentazione dei funghi Saccharomyces presenti naturalmente sui suoi fiori, si può realizzare il cosiddetto spumante di sambuco o spumante dei poveri.
- I fiori sono ottimi anche fritti.
- A Palazzo Adriano di Palermo i fiori freschi vengono usati per la realizzazione di un pane tipico, chiamato in dialetto "Pani cu Savucu", pane con il Sambuco.
- Con i frutti di S. nigra e di S. racemosa si può fare una confettura di cui non si deve abusare per le sue proprietà lassative.
- Il midollo viene raccolto ed usato per includere e poi sezionare parti vegetali da osservare al microscopio. Inoltre questo tipo di legno viene utilizzato per costruire le palline formanti un pendolo di Canton; oppure viene impiegato per costruire giochi popolari di origine contadina come la cerbottana e lo "scioparolo" (in Veneto) "schioppo/fucile" o "schioccapalle" (in Toscana), in cui tagliandone un ramo di diametro 4–5 cm e di lunghezza 20–25 cm viene tolto il midollo ed inserito al posto di esso un ramo poco più lungo e di pari diametro del midollo appena tolto. Facendolo scorrere velocemente al suo interno, il rametto fa partire una pallina di canapa arrotolata precedentemente inserita e posta all'estremità dello "scioparolo". Era un gioco povero e antico di cui oramai si sono quasi perse le tracce. Viene scelto questo tipo di legno per la sua estrema leggerezza.

Attenzione a non confondere le specie più comuni, cioè il S. nigra, con il S. ebulus, altrettanto diffuso e con areale simile al S. nigra, ma le cui parti sono tutte notevolmente più tossiche se ingerite in quantità anche modeste.

## Tossicità
Tutte le parti della pianta sono tossiche per la presenza di cianuro e vari alcaloidi. Fanno eccezione i fiori e le bacche mature, ma non i semi al loro interno. Nella preparazione di confetture la cottura o la macerazione delle bacche sono sufficienti a far sì che i composti cianogenetici si volatilizzino completamente. Nel caso di un'ingestione accidentale i sintomi dell'intossicazione sono gli stessi dati dall'ingestione delle mandorle amare che egualmente contengono composti cianogenetici. Questa tossicità non ha ''effetto'' su alcuni pesci, come i cavedani. Infatti le bacche di sambuco vengono usate anche come esca per questa specie di pesce.